# Igreja de São Marcos (Belgrado)

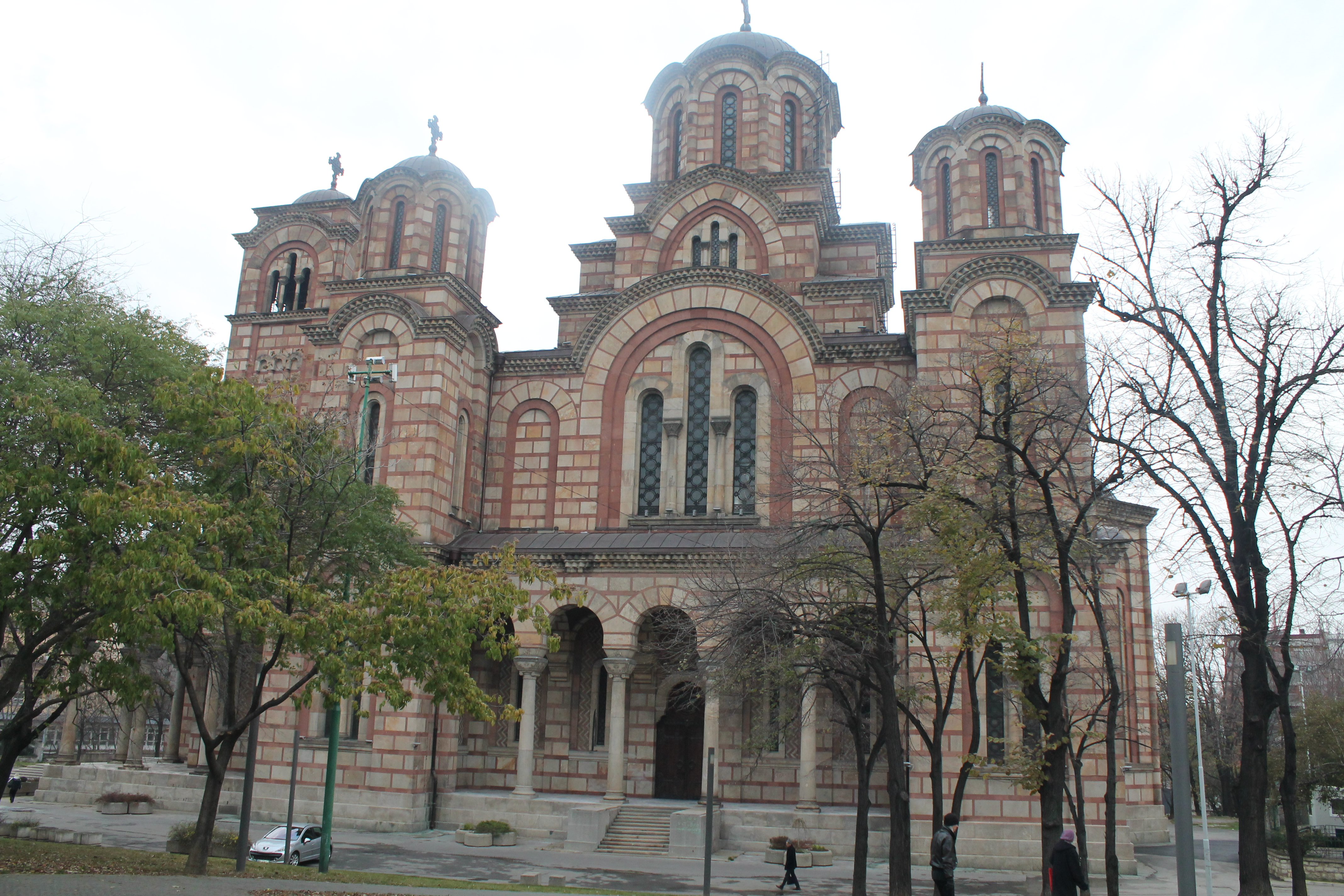
Igreja de São Marcos de Belgrado.

A igreja de São Marcos (sérvio: Црква Светог Марка, Crkva Svetog Marka) é uma igreja ortodoxa localizada no centro de Belgrado, Sérvia, perto do edifício do Parlamento, dentro do parque Tašmajdan.
A igreja atual foi construída entre 1939 e 1940, ao norte do local onde ficava uma igreja preexistente, consagrada em 1835 e construída em madeira. A igreja original, anexa à qual havia um pequeno cemitério, já em 1870 não existia mais e a liturgia divina era celebrada em uma tenda no local onde a igreja seria posteriormente construída. A construção deste último foi iniciada entre as duas guerras mundiais em um projeto pelos irmãos arquitetos sérvios Petar e Branko Krstić em 1939 e logo foi interrompida em 1940 devido ao início da Segunda Guerra Mundial. O templo, embora ainda inacabado, foi consagrado em 1948 pelo Patriarca da Sérvia Gavrilo Dožić e aberto ao culto comum. No entanto, mesmo que a estrutura tenha sido concluída em 1948 com o narthex, o interior ainda está sendo concluído e é desprovido dos afrescos internos dos cofres e da cúpula, que mostram os tijolos ásperos expostos.